# كابولافوينتي
بلدية كابولافوينتي (بالإسبانية: Cabolafuente) هي بلدية تقع في مقاطعة سرقسطة التابعة لمنطقة أراغون شمال شرق إسبانيا.

## الديموغرافيا
بلغ عدد سكان بلدية كابولافوينتي 46 نسمة عام 2011 (وفقاً للمعهد الوطني الإسباني للإحصاء).
| 86 | 93 | 79 | 63 | 54 | 49 | 46 |

## أعلام
- جويا غوتيريز